# NHKみんなのうた 50 アニバーサリー・ベスト 〜大きな古時計〜
『NHKみんなのうた 50 アニバーサリー・ベスト 〜大きな古時計〜』（エヌエイチケーみんなのうた ごじゅう アニバーサリー・ベスト おおきなふるどけい）は、2011年4月27日に発売された、NHKの音楽番組『みんなのうた』の放送開始50周年記念ベスト・アルバムのシリーズ。

## 概要
- 本作は、ソニー・ミュージックダイレクトから2枚組で発売された。

## 収録曲

### Disc 1
- 1.朝いちばん早いのは
- 2.わんぱくマーチ
- 3.虹と雪のバラード
- 4.小犬のプルー
- 5.今日の日はさようなら
- 6.遠い世界に
- 7.白い道
- 8.赤い花白い花
- 9.ヒロミ
- 10.アップル・パップル・プリンセス
- 11.潮風のセレナード
- 12.みずうみ
- 13.メトロポリタン美術館
- 14.ありがとう さようなら
- 15.スシ食いねェ!
- 16.ファット・マ・イズ・クリーニン・ザ・ルーム
- 17.転校生は宇宙人
- 18.ママのイヤリング
- 19.恐怖の昼休み
- 20.太陽の子どもたち
- 21.フリーダム・フォー・ザ・ワールド 〜自由を世界に〜
- 22.魔法の絵の具
- 23.WAになっておどろう 〜イレ アイエ〜
- 24.PRECIOUS DAY

### Disc 2
- 1.さとうきび畑
- 2.僕は君の涙
- 3.愛だったんだよ
- 4.会いにいくの。
- 5.秋唄
- 6.青天井のクラウン
- 7.高校3年生
- 8.アキストゼネコ
- 9.パパとあなたの影ぼうし
- 10.童神 〜天の子守唄〜
- 11.ブーアの森へ
- 12.大きな古時計
- 13.くまんばちがとんできた
- 14.夢見るジャンプ
- 15.世界はハーモニー
- 16.僕らのヒーロー